# Little Anne
Little Anne, también conocida como Rescue Anne, Resusci Annie, CPR Annie, Resuscitation Annie, Little Annie o CPR Doll, es un simulador médico utilizado para la formación tanto de personal de emergencias como del público general parta el aprendizaje de técnicas de reanimación cardiopulmonar (RCP). El maniquí fue desarrollado por el fabricante de juguetes noruego Åsmund S. Lærdal, el médico austrocheco Peter Safar y el médico estadounidense James Elam y es producida por la empresa Laerdal Medical.
El rostro distintivo del simulador se basó en La desconocida del Sena, la máscara mortuoria en yeso de una joven no identificada que supuestamente se ahogó en el río Sena a fines de la década de 1880. El fabricante de juguetes Åsmund S. Lærdal decidió usar el rostro de una mujer en el maniquí porque pensó que los aprendices masculinos podrían ser reacios a besar el rostro de un hombre. El rostro fue esculpido por la escultora noruega-danesa Emma Matthiasen.
La primera versión de Little Anne fue presentada por Lærdal en el Primer Simposio Internacional de Reanimación en Stavanger, Noruega, en 1960. Peter Safar y James Elam asistieron a la conferencia. Juntos, se unirían a Lærdal para perfeccionar el diseño. Versiones posteriores incluyeron un pulso carotídeo simulado, pupilas que se podían dilatar y contraer, y un sistema para registrar la reanimación del practicante en una cinta de papel.

## En la cultura popular
El estribillo del coro, ¿Annie, are you OK?, de «Smooth Criminal» de Michael Jackson se inspiró en la muñeca. Los alumnos aprenden a decir "¿Annie, are you OK?" mientras practican la reanimación con el maniquí.